# Cemitério Israelita de Inhauma
O Cemitério Israelita de Inhaúma, também conhecido como Cemitério das Polacas, é uma necrópole particular, de orientação religiosa judaica, atualmente administrada pela Sociedade Comunal Israelita.
Localizado no bairro de Inhaúma, na Zona Norte do Rio de Janeiro, é parte separada do vizinho Cemitério de Inhaúma. Foi fundado pela Associação Beneficente Funerária e Religiosa Israelita (ABFRI), em 10 de outubro de 1906. O cemitério esteve ativo até o início da década de 1970, quando a Associação que o dirigia se extinguiu. Após muitos anos de abandono, foi restaurado por iniciativa de historiadores e pesquisadores, destacando-se a atuação da professora Beatriz Kushnir. 
O local foi tombado pela Prefeitura do Rio de Janeiro, através do Decreto N.º 28.463, de 21 de setembro de 2007 e não recebe novos sepultamentos.

## História
A história do Cemitério Israelita de Inhaúma é recoberta de polêmica e de alguns mistérios. A  Associação Beneficente Funerária e Religiosa Israelita (ABRFI) foi fundada em 1906 por mulheres rejeitadas pela então pequena colônia israelita do Rio de Janeiro por exercerem a prostituição e o rufianismo. O país de origem da maioria destas mulheres, a Polônia, acabou por se transformar em um codinome para todas as prostitutas de origem judaica: "polacas". O primeiro membro da Associação a ser sepultado no cemitério foi Helena Goldstain, que usava o codinome de "Helena Golatrim".  
No total, existem cerca de 796 túmulos no cemitério. A grande maioria é de mulheres, existindo, também, quadras separadas para homens e crianças.  
No cemitério, se encontram os túmulos de Raquel Pick, mãe do instrumentista Jacob do Bandolim, e de Estera Gladkowicer, que inspirou Moreira da Silva a compor, em parceria com Jorge Faraj, o samba "Judia Rara" (1964).